# Type 2 Ke-To
Il Type 2 Ke-To è stato un carro armato leggero sviluppato in Giappone durante la seconda guerra mondiale, diretta evoluzione del blindato Type 98 Ke-Ni e candidato a sostituire sia questo che l'ormai superato Type 95 Ha-Go: tuttavia la difficile situazione dell'Impero nipponico durante la guerra fece sì che ben pochi mezzi fossero prodotti.

## Storia

### Sviluppo
Alla fine degli anni trenta l'esercito imperiale nipponico aveva fatto richiesta per un carro armato leggero da sostituire all'obsolescente Type 95 Ha-Go: ne risultò il Type 98 Ke-Ni, meglio armato ma dotato di protezioni essenziali che, una volta scoppiata guerra nell'Oceano Pacifico e combattute le prime battaglie tra blindati, si rivelarono insufficienti. Verso la fine del 1942 furono perciò inoltrate nuove specifiche per poter schierare un mezzo leggero affidabile ed efficace, che potesse controbattere lo statunitense M3/M5 Stuart.

### Produzione
La produzione del veicolo fu ritardata in larga parte per la scarsità di materiali e personale che affliggeva l'industria bellica giapponese già dall'anno precedente: iniziata solo nel 1944, proseguì lentamente fino alla fine della guerra totalizzando 29 esemplari. Un'altra fonte conferma tale cifra ma accorcia i tempi di produzione al solo 1944; una terza fonte invece riporta che furono fabbricati 34 unità tra il 1944 e il 1945.

### Impiego
Tutti i Type 2 Ke-To rimasero in Giappone per tentare di opporsi, assieme alle numerose forze metropolitane, ai previsti sbarchi statunitensi, ma poiché la guerra finì prima della loro attuazione non furono mai impiegati in combattimento.
Interessante notare come il Type 2 fosse stato concepito per poter essere aviotrasportato e fornire così un primo supporto ai reparti di paracadutisti del Dai-1 Teishin Shūdan o di forze speciali; quando cominciò a essere consegnato il Giappone era comunque sulla difensiva e ogni progetto al riguardo sfumò.

## Caratteristiche
Il Type 2 Ke-To si differenziava dal Type 98 solo per la torretta di nuova concezione: essa era di forma cilindrica, brandeggiabile per 360° e ottenuta interamente per colata in stampi, aumentandone la resistenza. Il maggior spazio interno permise l'installazione di un cannone Type 1 da 37 mm con una velocità alla bocca pari a 800 m/s e alzo manuale compreso tra -15° e +20°; una mitragliatrice Type 97 da 7,7 mm atta alla difesa ravvicinata fu montata coassiale al pezzo. In torretta erano posizionati il comandante e il cannoniere. In totale dentro il carro potevano essere trasportati 110 proietti per il cannone e 1.400 cartucce per la mitragliatrice.
Sui longheroni che componevano lo scafo erano state fissate le piastre corazzate, spesse al massimo 16 mm e nelle zone meno protette 6 mm: una novità era rappresentata dall'esteso uso della saldatura, ma l'uso di rivetti non era stato del tutto abbandonato. Nella parte frontale si trovava la postazione del pilota, che guidava mediante l'utilizzo concertato di due leve direzionali assieme alla frizione e al freno; il cambio era manuale, contava quattro marce avanti e una retromarcia. La trasmissione anteriore si collegava al motore posto nel retro del carro: l'apparato era un Mitsubishi diesel con 6 cilindri in linea da 10,9 litri e 130 hp; l'alesaggio misurava 120 mm e la corsa 180 mm. Il treno di rotolamento fu mantenuto intatto: oltre alla ruota motrice anteriore contava sei doppie ruote d'appoggio (accoppiate mediante tre carrelli), tre doppi rulli superiori e una doppia ruota di rinvio. I cingoli in acciaio erano larghi 250 mm e dotati di guide a dente centrali.
Nel suo insieme il Type 2 era un carro leggero da 7,2 tonnellate, capace di raggiungere i 50 km/h orari su strada asfaltata e di coprire distanze poco inferiori ai 190 chilometri; su terreno vario le prestazioni scendevano a 26 km/h. Il carro possedeva inoltre una buona mobilità: era in grado di superare gradini alti 0,70 metri, trincee larghe fino a 2,10metri e guadi profondi non oltre 1 m.